# Can Torrella de Baix
Can Torrella de Baix és una masia del municipi de Matadepera (Vallès Occidental) que forma part de l'Inventari del Patrimoni Arquitectònic de Catalunya.

## Descripció
La masia de Can Torrella de Baix segueix la tipologia de la forma basilical tan habitual en aquests indrets. El frontis però, presenta una solució asimètrica deguda possiblement a la situació de la casa en un terreny amb marcat desnivell. Aquest desnivell també ha provocat la juxtaposició d'edificis. La porta d'entrada és d'arc de mig punt adovellat. Algunes finestres, tant al frontis com als laterals, són fetes també amb els llindars de pedra. El carener de la teulada és perpendicular al frontis i el ràfec presenta una senzilla decoració amb motius geomètrics. A la façana lateral dreta, en un nivell més baix, s'obre una altra porta.

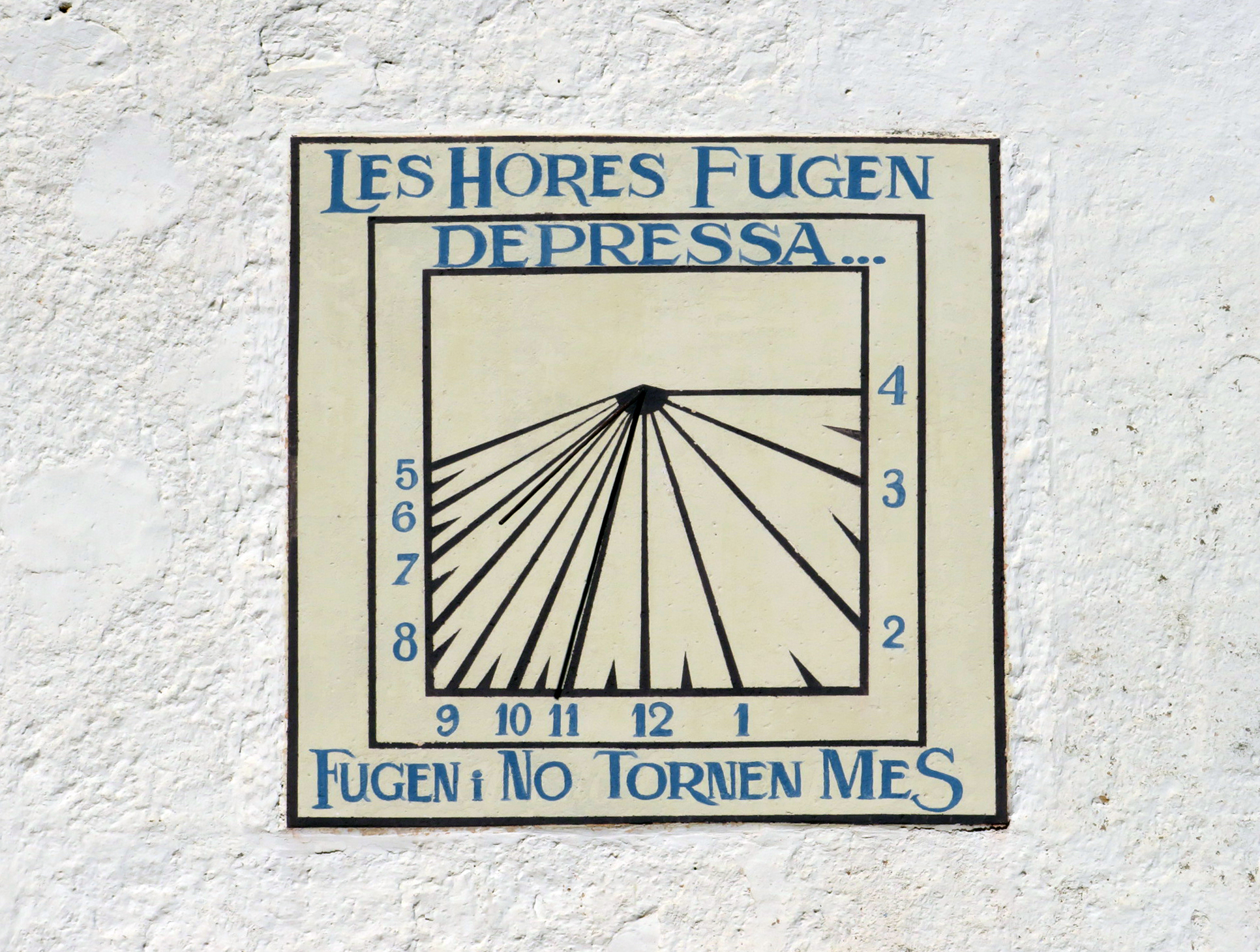
Rellotge de sol

Actualment, en una de les dependències de la casa, hi ha un restaurant instal·lat en el mateix lloc on antigament es reunien els caçadors. El mas va ser remodelat i condicionat després d'ésser comprat pel senyor Blanch l'any 1923. Per voluntat d'aquest mateix propietari es construí una capella d'estil romànic al mas, on s'instal·là l'altar procedent de l'antiga església parroquial de Matadepera (Can Roure), que era arraconat en una de les dependències del mas. La capella s'advocà a Sant Joan i fou beneïda el 10 de juliol de 1925.

## Història
Can Torrella de Baix fou la nova casa de Can Torrella de Dalt. Començà la construcció a final de segle xiv en el lloc on els propietaris tenien un forn de vidre i un d'obra. Pocs anys després, el mas originari de la família, Can Torrella de Dalt fou venut a Francesc Mata que, aprofitant dependències de l'antic edifici, va construir la Mata Xica. Les propietats de Can Torrella de Baix van passar a mans del senyor Vallès i Mitjans l'any 1901, el fill del qual va vendre la propietat al senyor Blanch i Romeu el 30 de novembre de 1923. Actualment la propietat pertany a la família Fontanals.
Cap al 1930 hi feu una estada Francesc Cambó, amic de la família Blanch.